# どぶ (漫画)
『どぶ』は、土山しげるによる日本の漫画作品。

## 概要
理不尽なリストラが元で、人生のどん底に堕ちた主人公が、風俗業界でのし上がろうとする姿を描いた物語。『漫画ゴラクネクスター』（日本文芸社）にて連載された。単行本は全4巻。

## あらすじ
営業社員の岩田は、部下の策略が元で、長年勤めていた会社をリストラされ、妻からも一方的に離婚され、人生のどん底に堕ちてしまう。一度は絶望を味わうが、ある出来事を機に、風俗業界でのし上がることを決意する。
ボーイから始めた風俗業界で前職の営業も生かして次第にのし上がっていく。鮫田から借金の返済として半年以内に赤字状態の岸間田店を復活させるように命じられ、3か月もしないうちにそれを成し遂げた。さらに風俗界の頂点を目指してのし上がるべく、北陸で一大勝負に打って出る。

## 登場人物
岩田 政次（いわた せいじ）
本作の主人公。42歳。妻と来年高校生になる娘(名前は久美(※妻の置手紙には「真美」と書かれている))と社宅に暮らす平凡なサラリーマンだったが、部下の策略によって長年勤めていた会社をリストラされ、妻にも一方的に離婚され、人生のどん底に突き落とされるが風俗店『ピンクバニー』でアルバイトを始め、風俗業界で再起を狙い、次第にのし上がっていく。
サヤ
本作のヒロイン。『ピンクバニー』でNo.1のピンサロ嬢。推定年齢：25歳。後に他のピンサロ嬢との間で起きたトラブルを機に店を辞めて、ヘルス嬢となる。早くから岩田の才能を見出しており、彼の良き理解者となる。なお、名前は源氏名であり、本名は不明。
鯵沢（あじさわ）
『ピンクバニー』の店長。岩田が入店した当初はチーフだったが、前任の店長だった磯貝が解雇され、店長に抜擢された。チェーン店売上トップを狙っている。仕事は出来るが非常に厳しい性格。後に、岩田、岸部と対決することになる。
岸辺（きしべ）
『ピンクバニー』の部長。「ミナミの秀吉」と呼ばれている。岩田を見込んでいる。鮫田には心から忠誠を尽くしていたようで、鮫田の死後その葬儀責任者となった。
まゆか
鯵沢がチェーン店売上トップを目指す切り札として、獲得した『ピンクバニー』の新人ピンサロ嬢。小柄で可愛らしいルックスとテクニックでサヤを蹴落としてリストラさせ、ライバルのこまちを追い込むが、年齢が17歳であることが発覚し、警察に通報・逮捕される。
こまち
岩田が鯵沢を倒す為に、岸部の協力の元で採用した新人ピンサロ嬢。秋田県出身。美人で天性のテクニックを持つが、地味なタイプ。面接時には、26歳で元銀行員のバツイチ子持ちとされたが、実は風俗嬢10年以上のキャリアを持つベテラン。また、岸辺から岩田の仕事振りを逐一報告する役目を持つスパイでもあった。
鮫田竜次郎（さめた りゅうじろう）
多数の風俗店やラウンジ、パブなどを所有する関西の実業家。その豪腕ぶりから「ミナミの信長」と呼ばれている。天涯孤独で身内は無い。その余りに相手を追い詰めるやり方のため、恨みを持った相手に大阪駅構内で刺殺された。
鯖江光太郎（さばえ こうたろう）
北陸で手広く風俗業を営む実業家。父親も不動産と金融業を営んでいるかなりの実力者で、警察に捕まった岩田を裏から手を回して助けた。
留吉（とめきち）
ミナミのホームレス。鯵沢の命令で岩田の研修を監視していたが、呼び込みのテクニックも伝授した。20年前は10店舗を任されていたが、女で失敗したらしい。
岡村 弘二（おかむら こうじ）
岩田の営業時代の部下。当初は三上と共に岩田の部下として友好的に接していたが、三上と共謀して岩田を策略にかけて退職に追い込む。しかし岩田に同じように罠にかけられて自らも失職した。その後、ヤクザと組んで岩田を再び罠に嵌めるが、鯖江の手により拉致され、北陸から追放された。非常に狡猾で残虐な性格。
三上（みかみ）
岩田の元部下で岡村と共謀して岩田を退職させたが、自らも後に岩田の策略で失職する。生きることに疲れて堺駅のホームから飛び込み自殺したとされていたが、実は岡村にホームから突き落とされて殺されていた。
磯貝（いそがい）
岩田が「ピンクバニー」に入店した当初の店長。仕事は出来るタイプだったようだが、店の金を横領して博打につぎこんでいた事が鮫田にバレてしまい解雇された。
リンカ
岩田が入店当初の「ピンクバニー」で人気ナンバーワンだったピンサロ嬢。従業員のケンジとは恋人同士で彼と共に岩田に嫌がらせをしていた。鯵沢が店長に就任した際に鯵沢からケンジとの関係を見抜かれて「月末までに罰金100万円を払え」と詰められて、ケンジと共に店を辞めた。店を辞める日に岩田のもとに来て「(ケンジと共に)今までの事を謝りたい」と声をかけて路地裏に誘い出し、ケンジと共に岩田に暴行を加えて岩田が懐に入れていた退職金を奪い取った。
ケンジ
長髪が特徴的な「ピンクバニー」の従業員。岩田が入店当初、彼の教育係になった。岩田より年齢はかなり年下の様子だが、初対面時から岩田に対し攻撃的な態度を取っており恋人のリンカと共に岩田に嫌がらせ行為をしていた。店を辞める日にリンカと共に岩田に暴行を加えて彼の金を奪い取った。